# Smykówko
Smykówko (deutsch Klein Schmückwalde) ist ein Ort in der polnischen Woiwodschaft Ermland-Masuren. Er gehört zur Gmina Ostróda (Landgemeinde Osterode in Ostpreußen) im Powiat Ostródzki (Kreis Osterode in Ostpreußen).

## Geographische Lage
Smykówko liegt im Westen der Woiwodschaft Ermland-Masuren, elf Kilometer südwestlich der Kreisstadt Ostróda (deutsch Osterode in Ostpreußen).

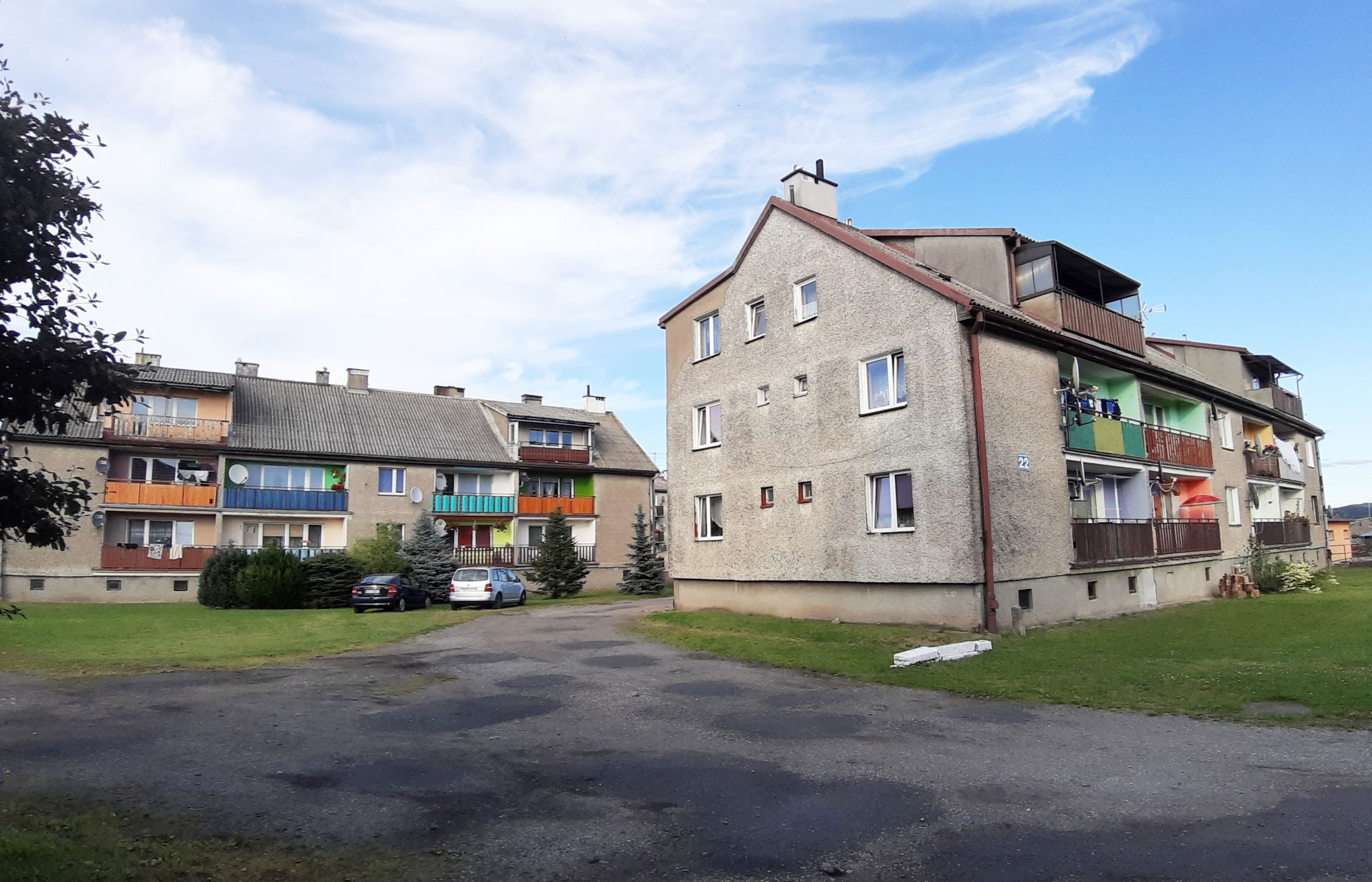
Wohnblocks in Smykówko

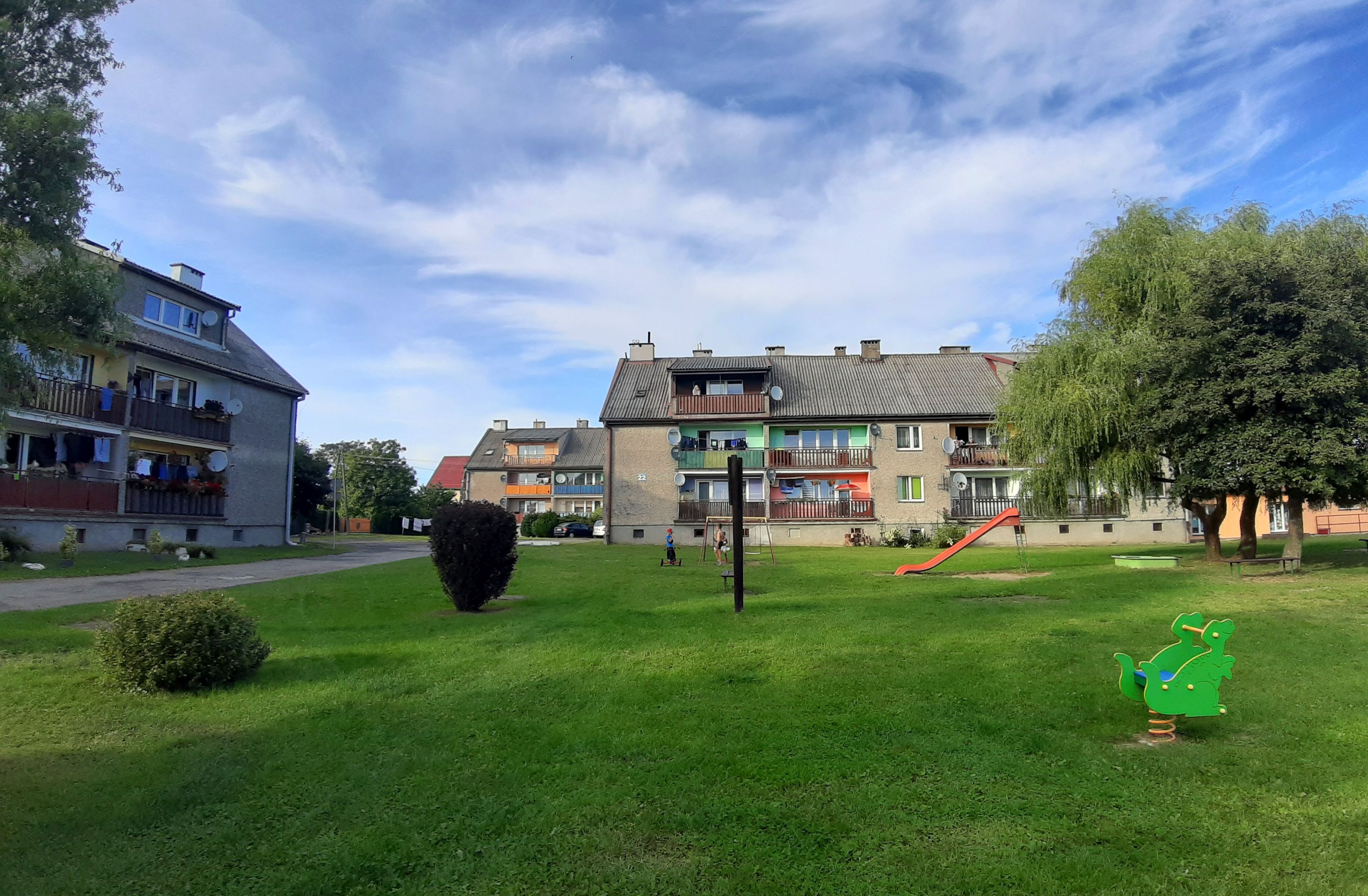

## Geschichte
Der vor 1820 Klein Schmigwalde genannte Gutsort wurde 1332 erstmals urkundlich erwähnt. Etwa ab 1700 bis 1825 war die Familie Goddenthow Eigentümer des Guts.
Im Jahre 1874 kam der Gutsbezirk Klein Schmückwalde zum neu errichteten Amtsbezirk Groß Schmückwalde (polnisch Smykowo) im Kreis Osterode in Ostpreußen. Die Zahl der Einwohner von Klein Schmückwalde belief sich im Jahre 1910 auf 154.
Gutsherr auf Klein Schmückwalde war um die Wende zum 20. Jahrhundert Wilhelm Kautz. Er war mit dem Generalfeldmarschall August von Mackensen befreundet, der es einrichtete, dass einer der Hohenzollern-Prinzen und dessen Stab 1910 beim Kaisermanöver im Gutshaus einquartiert wurde. Als Dank für die Aufnahme überreichte der Prinz zum Abschied drei Kaiserbilder, die einen Ehrenplatz im großen Saal des Hauses erhielten. Der letzte Gutsbesitzer Rudolf Kautz war verheiratet mit Helene Wien aus der Nobelpreisträgerfamilie Wilhelm Wien in Königsberg (Preußen) bzw. Kraplau (polnisch Kraplewo).
Am 30. September 1928 gab Klein Schmückwalde seine Eigenständigkeit auf. Zusammen mit den Gutsbezirken Groß Schmückwalde (polnisch Smykowo), Nasteiken (Nastajki) und Rheinsgut (Ryńskie) schloss es sich zur Landgemeinde Schmückwalde zusammen.
In Kriegsfolge kam Klein Schmückwalde 1945 mit dem gesamten südlichen Ostpreußen zu Polen. Das Dorf erhielt die polnische Namensform „Smykówko“ und ist heute mit dem Sitz eines Schulzenamtes (polnisch Sołectwo) ein Ort im Verbund der Landgemeinde Ostróda (Osterode i. Ostpr.) im Powiat Ostródzki (Kreis Osterode in Ostpreußen), bis 1998 der Woiwodschaft Olsztyn, seither der Woiwodschaft Ermland-Masuren zugehörig.

## Kirche

### Evangelisch
Klein Schmückwalde war bis 1945 in die evangelische Kirche Groß Schmückwalde in der Kirchenprovinz Ostpreußen der Kirche der Altpreußischen Union eingepfarrt. Heute gehört Smykówko zur Kirche Ostróda in der Diözese Masuren der Evangelisch-Augsburgischen Kirche in Polen.

### Römisch-katholisch

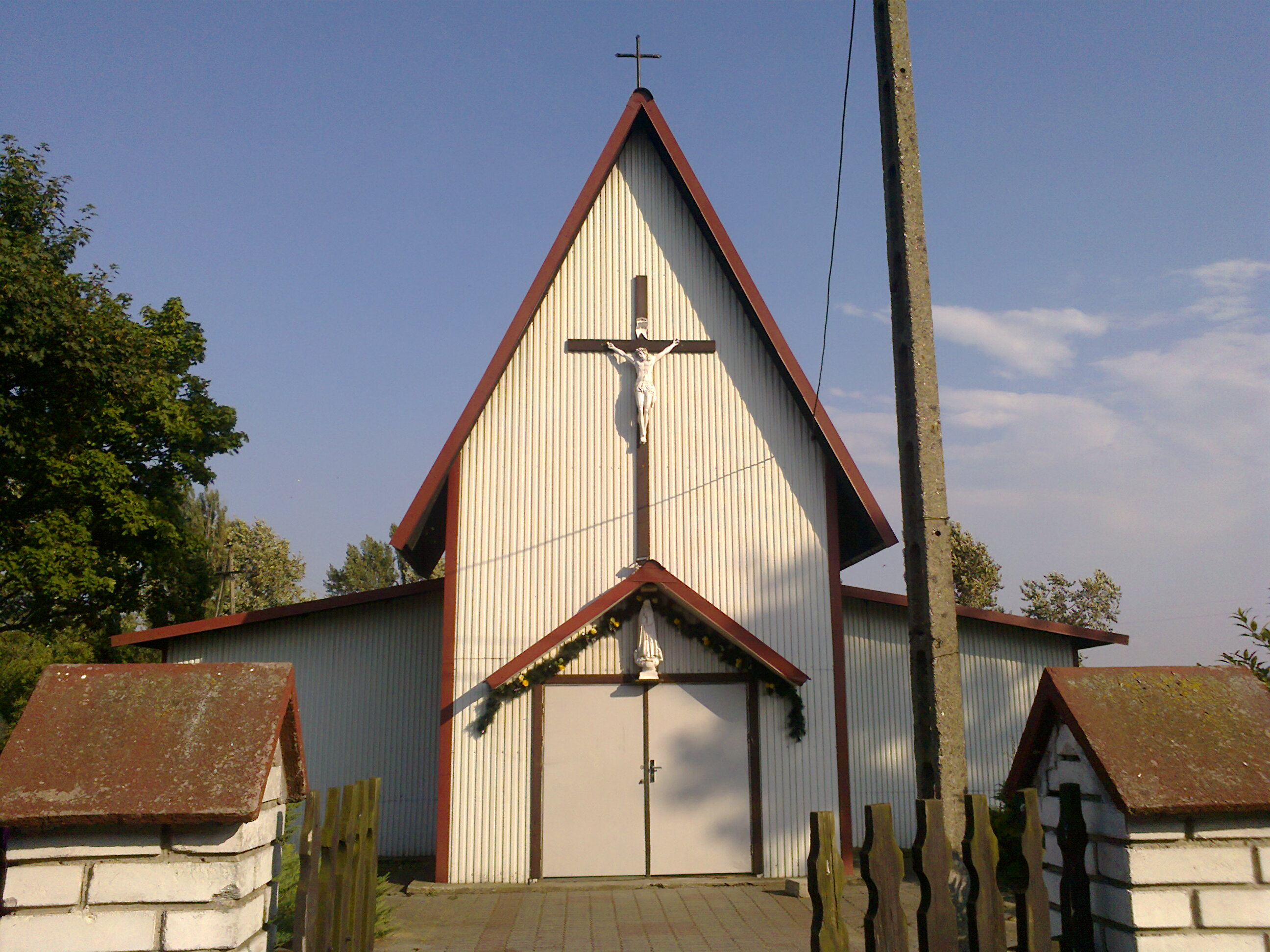
Die katholische Kirche in Smykówko

Die römisch-katholischen Einwohner von Klein Schmückwalde gehörten vor 1945 zur Kirche in Osterode i. Ostpr. Heute gibt es in Smykówko eine eigene kleine Kirche, die eine Filialkirche der Pfarrei Brzydowo (Seubersdorf) im Dekanat Ostróda-Zachód (Osterode-West) im Erzbistum Ermland ist.

## Verkehr

### Straße
Smykówko liegt an der verkehrstechnisch bedeutenden Landesstraße 15, die von Trzebnica (Trebnitz) in der Woiwodschaft Niederschlesien durch die Woiwodschaften Großpolen und Kujawien-Pommern bis nach Ostróda (Osterode in Ostpreußen) in der Woiwodschaft Ermland-Masuren verläuft.

### Schiene
Smykówko verfügt über keine Bahnanbindung mehr. Von 1910 bis 1945 war Schmückwalde die nächste Bahnstation und lag an der Bahnstrecke Bergfriede–Groß Tauersee (polnisch Samborowo–Turza Wielka).